# چهار اثر از اسکاول شین
چهار اثر از فلورانس اسکاول شین تلفیق چهار کتاب از فلورانس اسکاول شین هنرمند و نویسنده آمریکایی است که در سال ۱۹۸۹ انتشار یافت این کتاب از مشهورترین کتاب‌های جهان در زمینه ژانر خودیاری و قانون جذب است.     
این این چهار اثر به ترتیب زمان عبارت اند از:بازی زندگی و راه این بازی (۱۹۲۵)، کلام تو عصای معجزه گر تو است (۱۹۲۸)، در مخفی توفیق (۱۹۴۰) و نفوذ کلام (۱۹۵۹). این چهار کتاب در قالب کتاب چهار اثر از فلورانس اسکاول شین اولین بار در سال ۱۳۷۳ در ایران به فارسی ترجمه شده وچاپ شده است.

## داستان کتاب
چهار اثر فلورانس اسکاول شین کتابی که در ایران تابه‌حال بیش از ۶۰ بار مورد چاپ قرار گرفته و خوانندگان بسیاری هم داشته است. اسکاول شین نقاش، خطیب و سخنرانی که در آمریکا شهرت زیادی دارد. چهار اثر فلورانس اسکاول شین به لحاظ ساختار محتوایی و معنایی‌اش در دسته کتبی قرار می‌گیرد که کمک کننده به افراد در زندگی‌اند و امروزه در زمره ژانری تحت عنوانِ "خودیاری" شناخته می شوند که محتوایِ آن برای افرادِ بسیاری موثر واقع شده است.
در سراسر جملات چهار اثر فلورانس شین می‌توان اشاره به رهنمودهایی برای هشیاری ذهن یا هشیاری برتر که یک ویژگی اکتسابی است را مشاهده کرد. در حقیقت رمان اسکاول شین چه در کتاب چهار اثر فلورانس و چه در دیگر کتاب‌های به‌جا مانده از وی، تمام تلاش به بیان قدرت ذهن برتر و هوشیار شده است.
کتابی که از جمله پرخواننده‌ترین کتب دنیاست و تابحال به بسیاری از زبان‌های زنده دنیا ترجمه شده است و برای اولین بار در ایران در سال ۱۳۷۳ ترجمه و منتشر شد. این کتاب دقیقاً مشابه با عنوان که دارد، یعنی ۴ اثر فلورانس، دقیقاً در ۴ بخش مختلف نوشته شده است که هر یک در باب یکی از درس‌های عمیق زندگی است.
در چهار بخش مختلف این کتاب اسکاول شین کوشیده است تا به بیانی ساده و دوستانه، مخاطبین خود را با مفهوم اصلی کتاب درگیر کرده و آموزه‌های لازم را به دور از هرگونه اجبار و یا شعارگرایی، به خوانندگان بیاموزد.